# Île Foin
L'île Foin est une île fluviale de la Charente, située sur la commune de Civray.

## Histoire
L'île est connue pour sa plage et son aire de loisirs. Un parcours sportif, des panneaux sur la faune et la flore du fleuve Charente, ainsi que des pontons pour les pêcheurs (accessibles aux personnes à mobilité réduites) y ont été aménagés. 
En 2011, la quatorzième édition du Jumbo Run, journée de solidarité pour les handicapés, y a été organisée. 